# 八十島親義
八十島 親義（やそしま ちかよし、1907年11月25日 - 1990年6月11日 ）は、日本の経営者。澁澤倉庫社長を務めた。

## 来歴・人物
東京都出身。渋沢栄一の秘書役を務め「渋沢家の番頭」として知られる八十島親徳の三男。八十島信之助と八十島義之助は弟。
慶應義塾幼稚舎、慶應義塾普通部を経て、1931年に慶應義塾大学経済学部を卒業し、同年に第一銀行に入行した。1957年11月に取締役に就任し、1960年11月に常務を経て、1964年4月に澁澤倉庫社長に就任。1973年5月に会長に就任し、1985年6月には名誉会長に就任。
当時は第一銀行が金融自由化の中で翻弄されていた時期であり、第一銀行と三菱銀行の合併話では合併反対派の一人として同行会長の井上薫側に与したが、一方で合併を推進した当時の頭取・長谷川重三郎とも個人的に懇意だったため、両者の仲介役を務めた。さらに三菱銀行との話が破談となった後、第一銀行と日本勧業銀行（勧銀）の合併交渉の過程では、第一銀行頭取に復帰した井上と勧銀頭取の横田郁との間の仲介役となり、第一勧業銀行の誕生に深く寄与した。
1978年4月に勲三等瑞宝章を受章。1984年から亡くなるまで竜門社の理事長も務めた。
1990年6月11日、心不全のために死去。82歳没。